# 大澳島
大澳島（英語：Tai O）是香港的一個島嶼，地區行政上屬於離島區。島嶼位於大嶼山大澳之西北部。大澳原指大澳島，它被一條河分隔，以前只可藉由橫水渡來往。 1997年才建立了橫跨兩岸的大橋。 

## 人口
大澳島人口有大澳三分之一人口左右，住宅（墟市）區主要分佈於東南部和西南部（石仔埗）。

## 歷史文物
- 大澳洪聖古廟
- 大澳關帝古廟
- 舊大澳警署（2012年活化成為大澳文物酒店）
- 楊侯古廟

### 街道
- 大澳街市街（連接大嶼山大澳龍軒苑）
- 吉慶街
- 吉慶後街
- 新基橋（連接大嶼山大澳新基街）

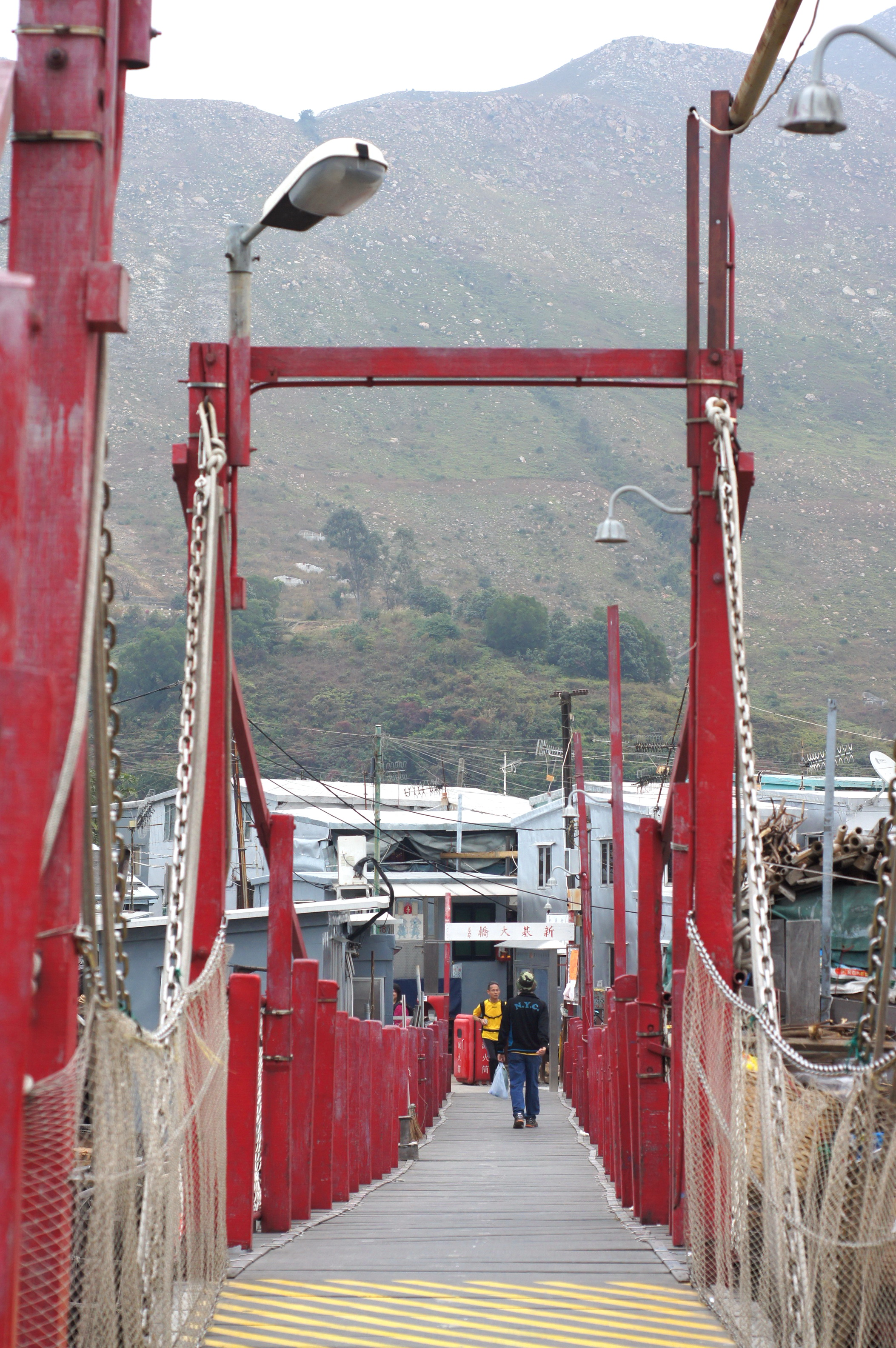
新基橋

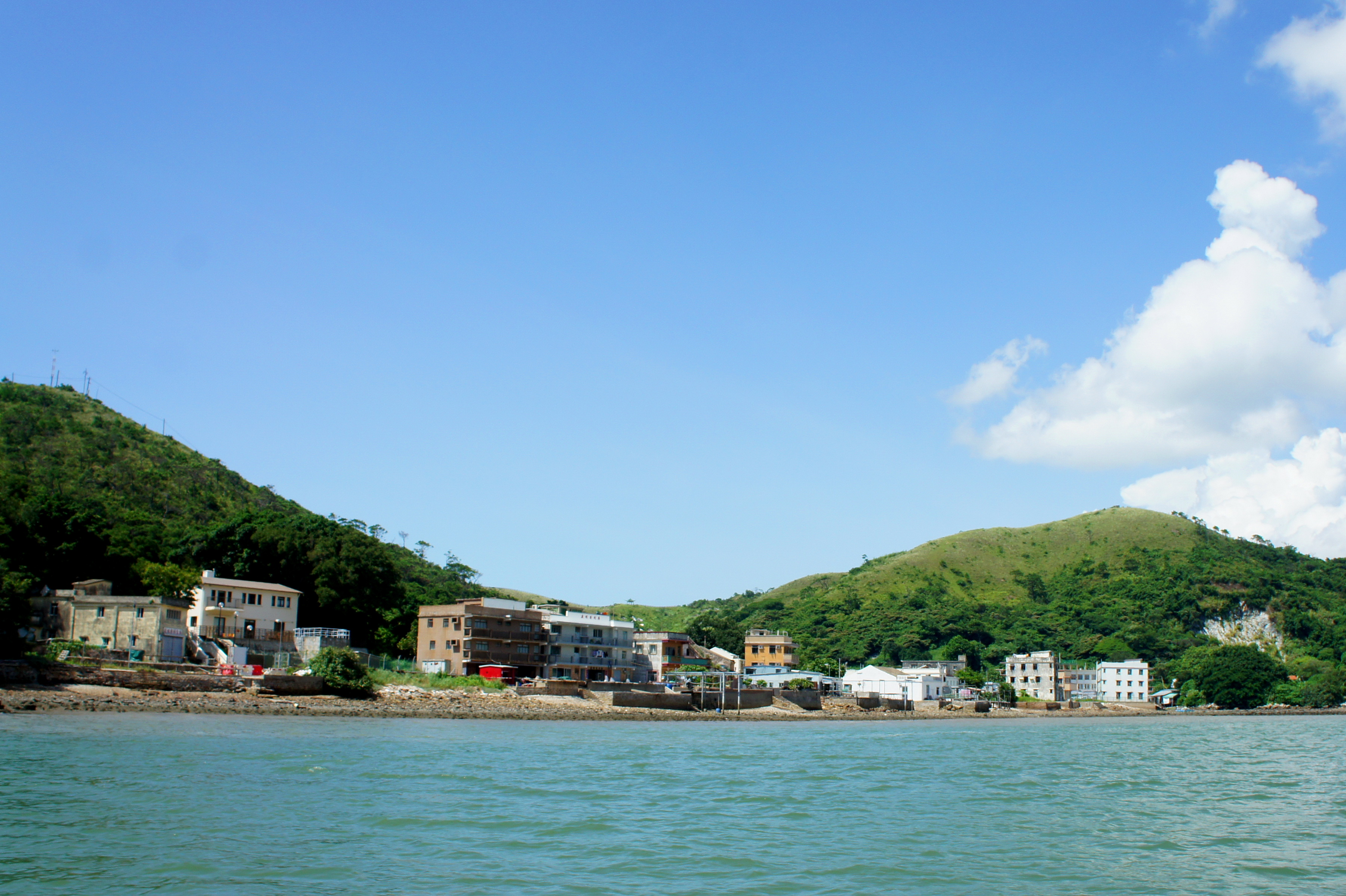
石仔埗一帶的房屋

- 石仔埗街（大澳島最長道路，連接大澳墟和石仔埗）

## 交通
大澳島並沒有任何汽車道路，故此島上沒有汽車，只能以單車代步。島上設有一個街渡和一個公共碼頭。

## 公共設施

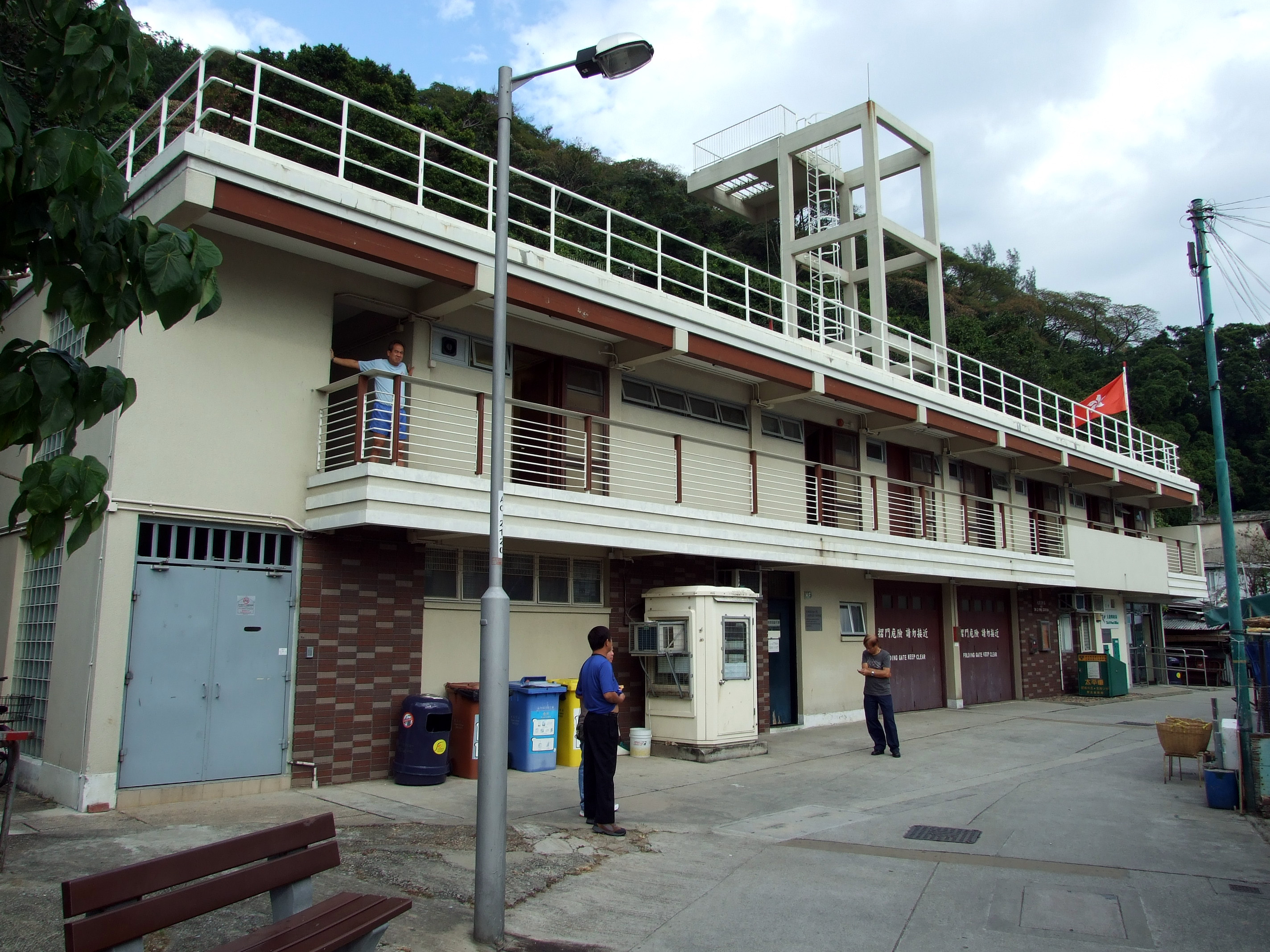
舊大澳消防局

- 街市
- 舊大澳消防局
- 賽馬會大澳診所
- 郵局
- 社區中心
- 大澳遊樂場

學校：
- 寶蓮禪寺張梅桂幼稚園
- 大澳宣道會幼稚園
- 中華基督教會大澳小學
- 佛教筏可紀念中學